# 佐佐木睦美 (動畫師)
佐佐木睦美，是日本九州出身的女性動畫師。曾任职于BEE TRAIN，现任职于C-Station。喜好柴犬。

## 参加作品

### 電視動畫
- .hack//黃昏的腕輪傳說（.hack//黄昏の腕輪伝説，2003年，原画&動画檢查）
- 神秘智慧石（おもいっきり科学アドベンチャー そーなんだ！，2003-2004年，原画）
- MADLAX（2004年，原画）
- 吟遊默示錄（吟遊黙示録マイネリーベ，2004年，作画監督輔佐&原画
- 我們的仙境（まほらば，2005年，原画）
- TSUBASA翼（2005-2006年，第1季原画、第2季作画監督）
- 吟遊默示錄wieder（吟遊黙示録マイネリーベwieder，2006年，作画監督&原画、OP／ED：原畫）
- Code Geass 反叛的魯路修（コードギアス 反逆のルルーシュ，2006年，作画監督&原画）
- .hack//Roots（2006年，作画監督&原画）
- 魔女獵人（エル・カザド，作画監督&作画監督輔佐&原画、OP：原畫）
- 王牌投手 振臂高揮（2007年おおきく振りかぶって，原画）
- 無限住人（無限の住人，2008年，作画監督&原画）
- Phantom 〜Requiem for the Phantom〜（2009年，角色設計） ※共同
- 無法逃離的背叛（裏切りは僕の名前を知っている，2010年，作画監督）
- 心靈偵探 八雲（心霊探偵 八雲，2010年，作画監督）
- 少女妖怪 石榴（おとめ妖怪 ざくろ，2010年，作画監督）
- 戰國鬼才傳（へうげもの，2011年，作画監督）
- 花開物語（花咲くいろは，2011年，作画監督輔佐）
- C³ -魔幻三次方-（C³ -シーキューブ-，2011年，原画）
- 少年同盟（君と僕。，2011年，作画監督）
- BRAVE10（2012年，作画監督）
- 灼眼的夏娜III（Final）（灼眼のシャナIII（Final），2012年，作画監督）
- TARI TARI（2012年，作画監督&原画）
- 心連·情結（ココロコネクト，2012年，作画監督）
- 櫻花莊的寵物女孩（さくら荘のペットな彼女，2012-2013年，作画監督&原画）
- BROTHERS CONFLICT（2013年，作画監督）
- 星刻龍騎士（星刻の竜騎士，2014年，角色設計&總作画監督）
- 臨時女友（ガールフレンド（仮），2014年，服裝設計）
- 百合熊風暴（ユリ熊嵐，2015年，作画監督&原画）
- 搖曳露營△（ゆるキャン△，2018年，角色設計&總作画監督）
- 藥師少女的獨語 第二期（薬屋のひとりごと，2025年，作畫監督&總作畫監督）

### OVA
- MURDER PRINCESS（2007年，作画監督）

### 電影
- 星際牛仔：天國之門（カウボーイビバップ 天国の扉，2001年，動画）
- 電影版 搖曳露營△（2022年，角色設計[1]）